# 足球·友谊
足球-友谊（俄語：ФУТБОЛ ДЛЯ ДРУЖБЫ）是PJSC Gazprom（俄罗斯天然气工业股份公司，简称“俄气”）举办的一项年度国际儿童社交项目。该项目旨在通过足球，在年青一代中，为来自各国儿童培养对来自不同国家与有不同文化的尊重和培养重要的价值观和健康生活方式。在项目的框架内，来自各国年龄12岁的球员 将参加年度国际儿童论坛，“足球-友谊”世界杯，国际足球友谊日。该项目获得了国际足球联合会（FIFA），欧洲足球协会联盟（UEFA），联合国，奥林匹克委员会和参奥林匹克委员会，各国国家元首，政府代表，足球联合会， 国际福利基金会，社会团体，全球领导足球俱乐部[98]。该项目的全球组织者为AGT通讯集团（俄罗斯。

## 历史

### 足球-友谊 2013
第一届国际儿童论坛“足球-友谊”于 2013 年 5 月 25 日在伦敦举行。来自 8 个国家（保加利亚、英国、匈牙利、德国、希腊、俄罗斯、塞尔维亚和斯洛文尼亚）的 670 名儿童参会。来自 11 个将主办 2018 年 FIFA 世界杯的俄罗斯城市的 11 支球队代表俄罗斯参加。泽尼特、切尔西、沙尔克 04 和红星队俱乐部的少年队，俄气儿童体育日的获胜者和法克尔节获胜者 也参加了论坛。
论坛期间，孩子们和其它国家的同伴以及著名球星进行了交谈，并现场观看了在温布利球场举行的 2012/2013 欧洲足球锦标赛决赛。
论坛产生了一封公开信，在信中孩子们构想出了项目的八点价值：友谊、平等、公正、健康、和平、忠诚、胜利和传统。此后，该信被送往欧洲足联（UEFA）、国际足联（ FIFA）和国际奥委会（ IOC）的负责人。2013 年 9 月，塞普·布拉特在与弗拉基米尔·普京和维塔利·穆特科会见时，确认收到该信并说准备支持“足球-友谊”项目。

### 足球-友谊 2014
第二届“足球-友谊”项目于 2014 年 5 月 23-25 日在里斯本举行，迎接了来自 16 个国家的 450 名青少年。这些国家包括白俄罗斯、保加利亚、英国、匈牙利、德国、意大利、荷兰、波兰、葡萄牙、俄罗斯、塞尔维亚、斯洛文尼亚、土耳其、乌克兰、法国和克罗地亚。小球员们参加了“足球-友谊”国际论坛、街头足球比赛和现场观看了 2013/2014 欧洲足球锦标赛决赛。
2014 年国际街头足球比赛的冠军是来自葡萄牙的 Benfica 少年队。
在该项目第二季的最后，选出了一名“足球-友谊”运动领袖。他是来自葡萄牙的 Felipe Suarez [12]。作为运动领袖，他于 2014 年 6 月参观了纪念尤里·安德烈耶维奇·莫洛佐夫（Yuri Andreyevich Morozov）的第九届国际青年足球比赛。 

### 足球-友谊 2015
第三届国际社交项目“足球-友谊”于 2015 年 6 月在柏林举行。来自亚洲（日本、中国和哈萨克斯坦）的儿童足球球员第一次参加了该项目。共有来自 24 个足球俱乐部的 24 支少年队参加了第三届项目。
小球员们和来自其他国家的同伴和世界球星（包括该项目的全球大使佛朗茨·贝肯鲍尔）进行了交谈，并参加了国际街头足球比赛。
2015 年国际街头足球比赛的冠军是来自澳大利亚的 Rapid 少年队。
来自全世界知名媒体的大约 200 名记者，以及来自欧亚的 24 名小记者（他们都是国际儿童新闻中心的成员）采访报道了第三届“足球-友谊”项目。
2015 年的高潮时刻是“九德杯”颁奖仪式，获胜者是来自西班牙的巴塞罗那足球俱乐部。论坛前夕，孩子们通过参加在 24 个参与国举行的投票，选出了优胜者。
在论坛最后，按照传统，所有参与者现场观看了在柏林奥林匹克体育馆举行的 2014/2015 欧洲足球锦标赛决赛。

### 足球-友谊 2016
2016 年国际儿童社交项目“足球-友谊”的开场是在线 Hangout 新闻发布会的一部分，它于 3 月 24 日在慕尼黑举行，全球大使佛朗茨·贝克鲍尔出席了本届活动。
在第四届项目中，来自阿塞拜疆、阿尔及利亚、亚美尼亚、阿根廷、巴西、越南、吉尔吉斯坦和叙利亚的 8 支少年队新近加入，因此参加国总数达到了 32 个 。
2016 年 4 月 5 日，独特的奖品“九德杯”的投票开始。来自全球的球迷参与评选获胜者，但最终决定由“足球-友谊”项目的参与者通过投票做出。来自慕尼黑的拜仁足球俱乐部赢得了奖杯。“足球-友谊”的参与者强调指出，俱乐部活动旨在支持有特殊需求的儿童，以及采取各种措施为各国儿童提供治疗和帮助贫困人口。
第四届“足球-友谊”国际儿童论坛和街头足球少儿国际比赛于 2016 年 5 月 27-28 日在米兰举行。获胜者是来自斯洛文尼亚的 Maribor 队。在论坛最后，按照传统，参与者现场观看了欧洲足球锦标赛决赛。来自世界知名媒体的 200 多名记者以及包括参与国小记者在内的儿童国际新闻中心报道了本次论坛活动。
来自叙利亚俱乐部 Al-Wahda 的年轻球员历史上首次参加了第四届“足球-友谊”活动。叙利亚队参与该项目和叙利亚儿童访问在米兰的活动是克服该国人道主义孤立的重要一步。国际电视频道“今日俄罗斯”（Russia Today）的阿拉伯体育编辑部在叙利亚足联的支持下，拍摄了一部名为“三天无战事（Three days without war）”的纪录片，讲述参与该项目的孩子们。2016 年 9 月 14 日，7000 多人出席并参观了该电影在大马士革的首映式。

### 足球-友谊 2017
国际儿童社交项目“足球-友谊” 2017 年的地点是在圣彼得堡，压轴活动于 6 月 26 日至 7 月 3 日举行。
2017 年，参与国数量从 32 个增加到 64 个。来自墨西哥 和美国的儿童 首次参加了“足球-友谊”项目。因此，项目把四大洲 -- 非洲、欧亚、北美和南美的年轻球员们团结在了一起。
第五届项目 引入了一个新概念：每个国家选择一名年轻球员做代表。他们团结在八个国际“友谊队”中，球队由包括残疾人在内的 12 岁男孩和女孩组成。
球队的国家构成和参与国代表的比赛位置在公开抽签中确定。抽签以互联网大会的模式举行。领衔八支“友谊队”的是以下年轻教练：Rene Lampert（斯洛文尼亚）、 Stefan Maksimovich（塞尔维亚）、Brandon Shabani（英国）、Charlie Sui（中国）、Anatoly Chentuloyev（俄罗斯）、Bogdan Krolevetsky（俄罗斯）、Anton Ivanov（俄罗斯）、Emma Henschen（荷兰）。“足球-友谊”国际新闻中心代表 Liliya Matsumoto（日本）也参加了抽签 。
2017 年“足球-友谊”世界杯的获胜者是“橙色”队，它包括来自九个国家的年轻教练和球员：Rene Lampert（斯洛文尼亚）、Hong Jun Marvin Tue（新加坡）、Paul Puig I Montana（西班牙）、Gabriel Mendoza（玻利维亚）、Ravan Kazimov（阿塞拜疆）、Khrisimir Stanimirov Stanchev（保加利亚）、Ivan Agustin Casco（阿根廷）、Roman Horak（捷克共和国）、Hamzah Yusuf Nuri Alhavvat（利比亚）。
参加“足球-友谊”国际儿童论坛的有维克多·祖布科夫（俄气董事长）、法特玛·萨姆拉（国际足联秘书长）、飞利浦·菲洛克（国际足联商务总监）、朱利奥·巴普帝斯塔（巴西球星）、伊凡·扎莫拉诺（智利前锋）、亚历山大·科尔哈科夫（俄罗斯球星）以及其他来宾，他们呼吁在年轻一代中推广核心人类价值观。
2017 年，该项目聚合了600000多人，来自 64 个国家的 1000 多名儿童和成人参加了在圣彼得堡举行的压轴活动。

### 足球-友谊 2018
2018 年，从2月15日到6月15日在俄罗斯举行第六届“足球-友谊”项目。在莫斯科2018世界杯足球赛前举行了结束项目活动。该项目参与者是代表全世界211国家和地区少年球员和记者。2018 年的项目通过在电台进行公开的“足球-友谊”抽签正式开始，按照抽签结果组成了 32 支国际足球队 - 友谊队。
2018年在环保使命的框架内，国际友谊队称为珍稀濒危野生的动物命名：
非洲象
科莫多巨蜥
高原白眉猴
巨龟
鹿瞪羚
猎豹
犀牛
扁鲨
北极熊
狐猴
棕熊
鲸鲨
三趾树懒
眼镜王蛇
黑猩猩
恒河鳄
西部大猩猩
帝王啄木鸟
高鼻羚羊
白额悬猴
考拉
东北虎
细纹斑马
猩猩
大熊猫
麦哲伦企鹅
罗氏长颈鹿
驼背鲸
非洲野犬
狮子
河马
加拉帕戈斯海狮
同时，2018年5月30号在环保使命中发起了号召国际社会支持珍稀濒危野生的动物协会国际行动。俄罗斯，美国，尼泊尔，英国国家公园和自然保护区都加入了这一行动。此外，在莫斯科“足球-友谊”项目最后一活动时，参与者都开始使用天然气的环保公交车。
2018年参加“足球-友谊”项目的国家和地区:
1.	澳大利亚联邦
2.	奥地利共和国
3.	阿塞拜疆共和国
4.	阿尔及利亚人民民主共和国
5.	美属维京岛
6.	美属萨摩亚
7.	安圭拉
8.	安提瓜和巴布达
9.	阿拉伯埃及共和国
10.	阿根廷共和国
11.	阿鲁巴
12.	巴巴多斯
13.	伯利兹
14.	百慕大群岛
15.	玻利维亚委内瑞拉共和国
16.	波斯尼亚和黑塞哥维那
17.	英属维京岛
18.	布基纳法索
19.	卢森堡大公国
20.	匈牙利
21.	乌拉圭东岸共和国
22.	加蓬共和国
23.	几内亚共和国
24.	直布罗陀
25.	文莱达鲁萨兰国
26.	以色列国
27.	卡塔尔国
28.	科威特国
29.	利比亚
30.	巴勒斯坦国
31.	格林纳达
32.	希腊共和国
33.	高加索
34.	东帝汶民主共和国
35.	刚果人民共和国
36.	圣多美和普林西比民主共和国
37.	斯里兰卡民主社会主义共和国
38.	多米尼加共和国
39.	约旦王国
40.	阿富汗伊斯兰共和国
41.	伊朗伊斯兰共和国
42.	毛里塔尼亚伊斯兰共和国
43.	意大利共和国
44.	也门共和国
45.	开曼群岛
46.	加拿大
47.	中华人民共和国
48.	中華台北（台湾）
49.	安道尔公国
50.	列支敦士登公国
51.	圭亚那合作共和国
52.	朝鲜民主人民共和国
53.	巴林王国
54.	比利时王国
55.	不丹王国
56.	丹麦王国
57.	西班牙王国
58.	柬埔寨王国
59.	莱索托王国
60.	摩洛哥王国
61.	荷兰共和国
62.	挪威王国
63.	沙特王国
64.	斯威士兰王国
65.	泰国王国
66.	汤加王国
67.	瑞典王国
68.	吉尔吉斯共和国
69.	库拉索岛
70.	老挝人民民主共和国
71.	拉脱维亚共和国
72.	黎巴嫩共和国
73.	立陶宛共和国
74.	马来西亚
75.	马尔代夫共和国
76.	墨西哥合众国
77.	多民族玻利维亚国
78.	蒙古
79.	蒙塞拉特
80.	孟加拉人民共和国
81.	巴布亚新几内亚独立国
82.	萨摩亚独立国
83.	新西兰
84.	新喀里多尼亚
85.	坦桑尼亚联合共和国
86.	阿拉伯联合酋长国
87.	库克群岛
88.	特克斯和凯科斯群岛
89.	阿尔巴尼亚共和国
90.	安哥拉共和国
91.	亚美尼亚共和国
92.	白俄罗斯共和国
93.	贝宁共和国
94.	保加利亚共和国
95.	博茨瓦纳共和国
96.	布伦迪共和国
97.	瓦努阿图共和国
98.	海地共和国
99.	冈比亚共和国
100.	加纳共和国
101.	危地马拉共和国
102.	几内亚比绍共和国
103.	洪都拉斯共和国
104.	吉布提共和国
105.	赞比亚共和国
106.	津巴布韦共和国
107.	印度共和国
108.	印度尼西亚共和国
109.	伊拉克共和国
110.	爱尔兰共和国
111.	冰岛共和国
112.	哈萨克斯坦共和国
113.	肯尼亚共和国
114.	塞浦路斯共和国
115.	哥伦比亚共和国
116.	刚果共和国
117.	朝鲜共和国
118.	科索沃共和国
119.	哥斯达黎加共和国
120.	象牙海岸共和国
121.	古巴共和国
122.	利比里亚共和国
123.	毛里求斯共和国
124.	马达加斯加共和国
125.	马其顿共和国
126.	马拉维共和国
127.	马里共和国
128.	马耳他共和国
129.	莫桑比克共和国
130.	摩尔多瓦共和国
131.	纳米比亚共和国
132.	尼日尔共和国
133.	尼加拉瓜共和国
134.	佛得角共和国
135.	巴基斯坦伊斯兰共和国
136.	巴拿马共和国
137.	巴拉圭共和国
138.	秘鲁共和国
139.	波兰共和国
140.	葡萄牙共和国
141.	卢旺达共和国
142.	圣马力诺共和国
143.	塞舌尔共和国
144.	塞内加尔共和国
145.	塞尔维亚共和国
146.	新加坡共和国
147.	斯洛文尼亚共和国
148.	缅甸联邦共和国
149.	苏丹共和国
150.	苏里南共和国
151.	塞拉利昂共和国
152.	塔吉克斯坦共和国
153.	特立尼达和多巴哥共和国
154.	土库曼斯坦共和国
155.	乌干达共和国
156.	乌兹别克斯坦共和国
157.	斐济共和国
158.	菲律宾共和国
159.	克罗地亚共和国
160.	乍得共和国
161.	黑山
162.	智利共和国
163.	厄瓜多尔共和国
164.	赤道几内亚共和国
165.	萨尔瓦多共和国
166.	南苏丹共和国
167.	喀麦隆共和国
168.	俄罗斯联邦
169.	罗马尼亚
170.	中华人民共和国香港特别行政区
171.	波多黎各自由联邦
172.	北爱尔兰
173.	圣文森特和格林纳丁斯
174.	圣卢西亚
175.	叙利亚阿拉伯共和国
176.	斯洛伐克共和国
177.	巴哈马联邦
178.	多米尼加联邦
179.	大不列颠和北爱尔兰联合王国
180.	美利坚合众国
181.	所罗门群岛
182.	越南社会主义共和国
183.	科摩罗联盟
184.	中华人民共和国澳门特别行政区
185.	阿曼苏丹国
186.	塔希提
187.	关岛地区
188.	多哥共和国
189.	突尼斯共和国
190.	土耳其共和国
191.	乌克兰
192.	威尔士
193.	法罗群岛
194.	尼泊尔联邦民主共和国
195.	埃塞俄比亚联邦民主共和国
196.	巴西联邦共和国
197.	德意志联邦共和国
198.	尼日利亚联邦共和国
199.	索马里联邦共和国
200.	圣基茨和尼维斯联邦
201.	芬兰共和国
202.	法兰西共和国
203.	中非共和国
204.	捷克共和国
205.	瑞士联邦
206.	苏格兰
207.	厄立特里亚
208.	爱沙尼亚共和国
209.	南非共和国
210.	牙买加
211.	日本 
32个国际足球队参加了2018“足球-友谊”项目。在项目历史上第一次，来自叙利亚少年Yazan Taha评论足球赛，并来自俄罗斯少年Bogdan Batalin裁判足球赛。
2018年“足球-友谊”世界锦标赛的冠军是“黑猩猩”国际足球队，其中包括来自多米尼加，圣基茨和尼维斯，马拉维，哥伦比亚，贝宁和刚果民主公和国。来自萨兰斯克年轻参与者Vladislav Polyakov训练冠军队。
6月13日在海洋生物中心“Moskvarium”举办了结束“足球-友谊”项目国际儿童论坛活动。Victor Zubkov （俄罗斯天然气工业股分公司董事会人员），Olga Golodec（俄罗斯联邦政府副主席），Iker Casillas （西班牙足球运动员，前国家足球队长），Alexander Kerzhakov（俄罗斯足球运动员，俄罗斯青少年国家足球队教练） ，并来自世界各地的大使馆代表等等。
项目第六赛季国际儿童论坛上获奖最佳少年足球员：来自刚果民主共和国的Deo Kalenga Mwenze（最佳前锋）,来自贝宁Yamiru Ouru（最佳中前卫），来自威尔士Ivan Volynkin（最佳守门员）,来自巴西Gustavo Cintra Rocha （MVP）)。
2018年“足球-友谊”项目最佳少年记者是来自阿鲁巴Sakali Ascension，她经营着一个关于环保博客，号召大洋洲青年男女了解环保意识。
论坛上，来自印度上赛季项目参与者Ananya Kamboj介绍了亲自出版的书和签售。2017年“足球-友谊”项目第五赛季结束后Ananya写了一本“My journey from Mohali to St. Petersburg”关于她做为一名少年记者参与者的经历的书。她讲述了项目帮改善世界九个价值。
6月14日，“足球-友谊”项目国际儿童讨论结束后，少年参与者和记者都参加了俄罗斯2018世界杯FIFA开模式。在卢日尼基体育场，孩子们升旗来自211国和地区的参与者。然后观看了俄罗斯队和沙特阿拉伯队首场比赛 。
俄罗斯联邦总统弗拉基米尔普京邀请了到他厢座来自俄罗斯少年大使Albert Zinnatov一起观看首场比赛。就在那边他与来自巴西世界冠军Robert Carlos和来自西班牙足球运动员Iker Casillas进行了交谈。
在莫斯科来自211个国家和地区的1500名儿童和青少年来参加项目结束活动。 在第六赛季的框架内，在世界不同地区与24万名儿童参与者举办了180多项活动。
在2018年该项目得到了当局支持。俄罗斯联邦政府副总理Olga Golodec 向国际儿童论坛参与者和嘉宾宣读了俄罗斯总统弗拉基米尔普京的欢迎辞。俄罗斯政府主席Dmitry Medvedev向“足球-友谊”项目国际儿童论坛参与者和嘉宾发来欢迎电报。
俄罗斯外交部官方代表玛丽亚·扎哈罗娃在5月23日的情况介绍会上指出，现在的“足球-友谊”项目被国际社会视为俄罗斯国际社会政策的重要人道主义组成部份。
传统上，FIFA又支持了“足球-友谊”项目。国际足球联合会指出了在莫斯科“足球-友谊”项目结束活动的参与者数量达到了5000名人。

### 足球-友谊 2019
第七季国际儿童社交“足球-友谊”活动于2019年3月18号举行，并于5月28号至6月2日在马德里举行了决赛 
4月25日，欧洲、亚洲、非洲和美洲的50多个国家庆祝了国际足球和友谊日，俄罗斯足球联盟也加入了这一庆祝活动。
5月30日，俄罗斯天然气工业股份公司2019年“足球-友谊”儿童社交活动国际论坛在马德里举行。论坛汇集了来自世界各地的专家--足球教练、儿童队医生、球星、主要国际媒体的记者、国际足球学院和联合会的代表。
5月31日，在马德里举行了全球最具跨国性的足球训练。训练结束后，“足球-友谊”获得了GUINNESS WORLD RECORDS®（吉尼斯世界纪录）的正式证书。
在第七季框架下，来自欧洲、非洲、亚洲、美洲的32名青年记者组成了国际儿童“足球-友谊”项目新闻中心，报道了项目的决赛，并与国际和国家媒体合作编写了材料。[5]
第七赛季的参赛者将“九个价值观”杯（国际儿童社交“足球-友谊”项目奖）作为最具社会责任感的球队颁发给利物浦足球俱乐部。
6月1日，在马德里UEFA Pitch 足球场迎来了第七赛季的高潮，即举行了“足球-友谊”世界杯的决赛。最终，安提瓜波洛兹队在主场1:1对阵袋獾队，随后凭借点球获胜，获得了大奖。

### 足球-友谊 2020
2020年11月27号至12月9号，“足球-友谊”第八赛季的决赛在网上数字平台上举行。来自全球100多个国家的1万多名参与者参与了重要比赛。
针对第八赛季开发了Football for Friendship World多人在线足球模拟器，并在此基础上举办了2020年Football for Friendship World在线足球锦标赛。自2020年12月10日，即世界足球日开始，可在全球范围内下载此款游戏。用户可以加入国际联队，参与“足球-友谊”比赛。多人游戏是基于项目最重要的价值观，如友谊、和平和公证展开的。
11月27日，举行了2020“足球-友谊”国际网络锦标赛抽签 
11月28日至12月6日，举办了国际在线友谊营，为儿童提供人道主义和体育教育项目
11月30日至12月4日，足球-友谊国际在线论坛举行了届会，期间介绍了儿童体育发展领域的项目。专家评审团对申请国际“足球-友谊”奖项目的介绍进行了评审
12月7-8日，举行了“足球-友谊”国际在线锦标赛。今年的锦标赛是在数字平台上以在线形式举行的，为此专门开发了多人足球模拟游戏Football for Friendship。
12月9日，举行了“足球-友谊”总决赛
在第八赛季期间，为庆祝联合国成立75周年，为来自不同国家的儿童举办了一系列网络研讨会
在第八赛季期间，与来自世界各地的花式足球运动员合作，推出了每周一期的“我的球场”节目。在每一集中，花式足球运动员指导此项目的年轻运动员如何完成特技，并在每一集的最后发布一个特技表演竞赛。在线全球大师培训班成为节目的热点，“足球-友谊”项目与其第二次成为吉尼斯世界纪录参与者数量保持者（2020年12月6号）。
好消息编辑部是一个由“足球-友谊”的年轻记者发起的每周节目，孩子们在节目中与观众分享了来自世界各地的正面消息。

## “足球-友谊”世界锦标赛
国际儿童足球比赛在“足球-友谊”项目的框架内举行。参加比赛的队伍 - 友谊队 - 通过公开抽签组成。球队组织 基于“足球-友谊”的原则：不同国家、性别和体能的运动员在同一个队中比赛。

## “足球-友谊”国际儿童论坛
在年度“足球-友谊”国际儿童论坛上，该项目的年轻参与者和成年人一道讨论如何在全世界推广和发展该项目的价值观。在论坛期间，孩子们和来自其他国家的同伴、著名球星、记者和公众人物进行了交谈，并成为年轻大使。未来，他们将继续在同伴中独立推广普世价值观。

## 国际儿童新闻中心
“足球-友谊”项目的一个特别之处是有自己的国际儿童新闻中心。它最初是在 2014 年的“足球-友谊”项目下组织成立的。新闻中心的年轻记者们报道项目在其国家的活动[47]：为国家和国际体育媒体准备新闻，参与为“足球-友谊”电视频道、“足球-友谊”儿童报和项目的官方广播电台创作材料。国际儿童新闻中心把“最佳年轻记者”全国比赛的获胜者、年轻博主、摄影师和作家团结在一起。新闻中心的年轻记者在项目内部呈现了他们的观点，践行了“儿童报道儿童”的形式。

## 国际足球-友谊日
根据“足球-友谊”项目，国际足球-友谊日定于于 4 月 25 日。该节日首次于 2014 年在 16 个国家进行庆祝 。当天的活动有友谊比赛、快闪、无线电马拉松、大师课、电视表演、公开培训课，等等。 50000 多人参加了庆祝活动。
2015 年，24 个国家庆祝了足球-友谊日 [56]。节日期间，安排了各种足球友谊赛和其它活动。在德国，沙尔克 04 球员举行了一次公开训练课 ， 塞尔维亚主办了一场电视表演， 在乌克兰 – 沃林足球俱乐部的少年队和登记在卢茨克市家庭、儿童和年轻人社会服务中心的儿童进行了一场比赛 。
在俄罗斯，11 个城市于 4 月 25 日庆祝了足球-友谊日。在海参崴、新西伯利亚、叶卡捷琳堡、克拉斯诺亚尔斯克、巴尔瑙尔、圣彼得堡和萨兰斯克，举行了多场足球友谊赛，以呼唤对该项目核心价值观的关注。在克拉斯诺亚尔斯克、索契和顿河上的罗斯托夫举行了一场友谊接力，来自 2014 年奥运火炬接力的火炬手参加了接力。在莫斯科组织了一场由盲人体联支持的平等机会比赛。5 月 5 日，下诺夫哥罗德和喀山庆祝了足球-友谊日。
2016 年，32 个国家庆祝了足球-友谊日。在俄罗斯，九个城市庆祝了这个日子：莫斯科、圣彼得堡、新西伯利亚、巴尔瑙尔、比罗比詹、伊尔库斯克、克拉斯诺达尔、下诺夫哥罗德和顿河上的罗斯托夫。下诺夫哥罗德为来自伏尔加足球俱乐部的年轻球员主办了一场友谊赛，来自俱乐部的成年球员为孩子们进行了热身和训练。在新西伯利亚的一场友谊赛中，参赛的包括残疾儿童 – 新西伯利亚地区队 Yermak-Sibir。
2017 年，64 个国家庆祝了足球-友谊日。包括塞尔维亚后卫布拉尼斯拉夫·伊万诺维奇和荷兰前锋德克·库伊特在内的著名球星参加了全球活动。在希腊，参加的活动有西奥多罗斯·扎戈拉齐斯 ， 他和国家队赢得了 2014 年欧洲足球锦标赛冠军。在俄罗斯，泽尼特足球俱乐部为 2017 年“足球-友谊”项目小大使 Zakhar Badyuk 主办了一场特殊训练。在培训中，泽尼特足球俱乐部的守门员 Yury Lodygin 对 Zakhar 的能力给予了高度评价，并他分享了守门的秘密。

## 足球-友谊 九点价值
在2013年5月25日在第一届国际儿童论坛来自英国，德国，斯洛文尼亚，匈牙利，塞尔维亚，保加利亚，希腊和俄罗斯少年大使在公开信提出形成的“足球-友谊”项目八点价值：友谊，平等，正义，健康，和平，忠诚，胜利，传统。这封信被发送给国际体育组织领导人：国际足球联合会（FIFA），欧洲足球协会联盟（UEFA），奥林匹克委员会。2013年9月份，Joseph Blatter 与弗拉基米尔普京和Vitalii Mutko会晤中确认他收到了这封信，并表示他支持“足球-友谊”项目。
在2015年来自中国，日本，哈萨克斯坦参与者参加了“足球-友谊”项目，并建议添加第九点价值 - 荣誉。

## 九德杯（The Nine Values Cup）
九德杯是国际儿童社交项目足球-友谊的奖品。该奖杯每年用来奖励对项目的价值观做出最大奉献者：友谊、平等、公正、健康、和平、忠诚、胜利、传统和荣誉。来自全球的球迷参与了评选获胜者，但是最终决定由“足球-友谊”项目的参与者通过投票选出。获得九德杯的足球俱乐部有：巴塞罗那（2015）、拜仁慕尼黑（2016）、瓦赫达（特别奖）、皇家马德里（2017）。

## 友谊手环
足球-友谊的所有活动以交换友谊手环开始，它是平等和健康生活方式的代表。手环由两条蓝、绿色的线组成，任何分享项目价值观的人可以佩戴 [54]。
根据佛朗茨·贝肯鲍尔
“运动的符号是一个双色手环，它和“足球-友谊”项目的内在价值观一样简单、易懂。”
参加项目的年轻人已经把友谊手环系在了许多著名运动员和公众人物的手腕上 ，包括：迪克·艾德沃卡特，安纳托里·提木舒克 和路易斯·昵图，佛朗茨·贝肯鲍尔，路易斯·费尔南德斯，迪迪埃·德罗巴，马克斯·迈尔，法特玛·萨姆拉，里奥·格雷卡，多米尼克·克里希托， 迈克尔·萨尔加多，亚历山大·科尔扎科夫，迪马斯·佩洛斯，米奥德罗格·博佐维奇，安迪琳娜·斯托尼科娃，尤里·卡门内茨。

## 休会期间参加者的活动
在官方休会期间，“足球-友谊”项目的年轻球员们参加各种各样的活动。2013 年 5 月 1 日， 马里博尔少年足球俱乐部（斯洛文尼亚） 的球员和柬埔寨儿童进行了一场慈善友谊赛。2014 年 9 月 14 日，索契，在俄罗斯联邦总统弗拉基米尔·普京和国际足联主席赛普·布拉特会晤期间，参加项目的俄罗斯人员和普京进行了交谈。2014 年 6 月 1 日， 法国总统弗朗索瓦·奥朗德邀请“足球-友谊”项目成员塔尔瓦尼队前往爱丽舍宫，观看了 2014 年国际足联世界杯法国和尼日利亚之间的比赛。2016 年 4 月 1 日，“足球-友谊”项目 2015 年大使尤里·瓦施丘克会见了白俄罗斯第一大力士基里尔·西姆科和 BATE 俱乐部的年轻球员，并和他们分享了参与该项目的经验。尤里·瓦施丘克向基里尔·西姆科赠送了友谊手环，向他传递了推广该项目理念：友谊、公正、健康的生活方式。

## 奖项和荣誉
“足球-友谊”项目获得了各种比赛，拥有众多俄罗斯和国际奖项。其中包括：“国际合作发展”类别中的“俄罗斯最佳社交项目”， 国际商业交流者协会（IABC） “企业社会责任”类别中的“金鹅毛笔奖”（2016）， “全球最佳社会工程”类别中的“萨博奖”（ 2016）、“最佳国际战略”类别中的（2017）“鼓声社会口碑奖”， “最佳媒体策略”类别中的“创意数字营销解决方案国际奖”（2017）， “俄罗斯最佳社会工程”类别中的“白银射手奖”（2018）、和大满贯“白银射手奖”（2018）。